# 希萊辛
希萊辛是波蘭的城鎮，位於該國中部，由大波蘭省負責管轄，面積7.18平方公里，2006年人口3,102。在第二次瓜分波蘭中，該鎮在1793年被納入普魯士王國管治範圍。
52°22′00″N 18°18′00″E / 52.36667°N 18.30000°E